# Girmont-Val-d'Ajol
Girmont-Val-d'Ajol é uma comuna francesa na região administrativa do Grande Leste, no departamento de Vosges. Estende-se por uma área de 16.67 km². Em 2010 a comuna tinha 274 habitantes (densidade: 16,4 hab./km²).